# Nenad Kosteski
Nenad Kosteski (Struga, 3 de abril de 2001) es un jugador de balonmano macedonio que juega de extremo derecho en el Eurofarm Pelister. Es internacional con la selección de balonmano de Macedonia del Norte.
Su primer gran campeonato con la selección fue el Campeonato Mundial de Balonmano Masculino de 2021.

## Palmarés

### Eurofarm Pelister
- Liga de Macedonia del Norte de balonmano (2): 2023, 2024

## Clubes
| Club              | País                | Año       |
| ----------------- | ------------------- | --------- |
| RK Metalurg       | Macedonia del Norte | ?-2018    |
| RK Struga         | Macedonia del Norte | 2018-2019 |
| RK Zagreb         | Croacia             | 2019-2020 |
| Eurofarm Pelister | Macedonia del Norte | 2020-Act. |